# Kordasht
Kordasht (persiska: کردشت) är en ort i Iran.   Den ligger i provinsen Östazarbaijan, i den nordvästra delen av landet, 600 km nordväst om huvudstaden Teheran. Kordasht ligger 547 meter över havet och antalet invånare är 420.
Terrängen runt Kordasht är bergig västerut, men österut är den kuperad. Kordasht ligger nere i en dal. Runt Kordasht är det ganska glesbefolkat, med 27 invånare per kvadratkilometer. Närmaste större samhälle är Dūzāl, 2,8 km sydväst om Kordasht. Trakten runt Kordasht består i huvudsak av gräsmarker.